# Tupolev Tu-134

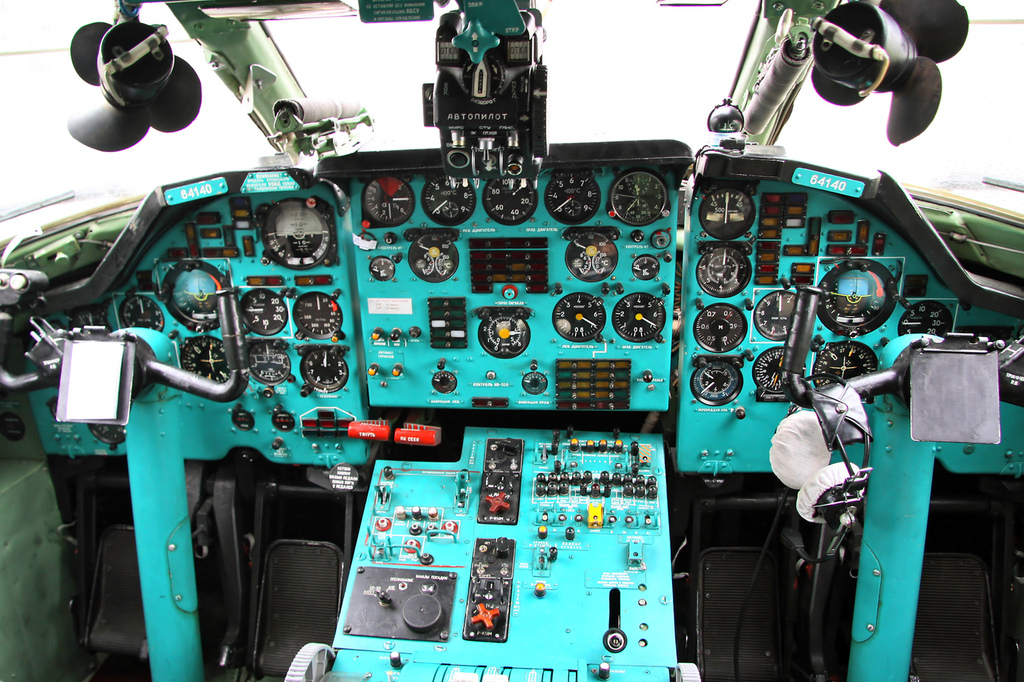
Cockpitul unui Tupolev Tu-134UBL

Tupolev Tu-134 (în alfabetul chirilic Туполев Ту-134, cod NATO Crusty) este un avion de linie bimotor cu turbojet proiectat de OKB 156 sub conducerea lui Andrei Tupolev⁠(en)[traduceți] și dezvoltat în Uniunea Sovietică din anii 1960.
Similară aeronavei americane Douglas DC-9, Tu-134 era una dintre aeronavele de linie cele mai răspândite în țările fostului Tratat de la Varșovia.

## Legături externe
- ru Site-ul producătorului oficial pentru Tu-134 Arhivat în 4 februarie 2012, la Wayback Machine.